# فيليب جاي روث
فيليب جاي روث (بالإنجليزية: Phillip J. Roth)‏ هو منتج أفلام وكاتب سيناريو ومخرج أمريكي، ولد في 10 يونيو 1959 في بورتلاند في الولايات المتحدة.

## وصلات خارجية
- فيليب جاي روث على موقع IMDb (الإنجليزية)
- فيليب جاي روث على موقع ألو سيني (الفرنسية)
- فيليب جاي روث على موقع أول موفي (الإنجليزية)
- فيليب جاي روث على موقع إن إن دي بي (الإنجليزية)
- فيليب جاي روث على موقع قاعدة بيانات الفيلم (الإنجليزية)
- فيليب جاي روث على موقع كينوبويسك (الروسية)